# Tizin
Tizin (arab. تيزين) – miejscowość w Syrii, w muhafazie Hama. W 2004 roku liczyła 5072 mieszkańców.